# 야코프 시나이
야코프 그리고리예비치 시나이(러시아어: Я́ков Григо́рьевич Сина́й, 1935년 9월 21일 ~ ) 박사는 러시아의 수학자이다. 동역학계의 연구 및 통계역학에 공헌하였다.

## 생애
소비에트 연방 모스크바에서 태어났다. 할아버지 베니아민 카간(러시아어: Вениами́н Фёдорович Ка́ган)은 유명한 기하학자였고, 부모는 의학·생물학자였다.
1960년에 안드레이 콜모고로프 아래 모스크바 대학교에서 박사 학위를 수여받았고, 1971년 모스크바 대학교 교수가 되었다. 1993년부터 프린스턴 대학교 수학 교수로 있다. 2014년 아벨상을 수상하였다.

## 학력
- 1952년~1957년: 모스크바 국립 대학교 (석사)
- 1957년~1960년: 모스크바 국립 대학교 (박사)